# AB Bay 58
Bei den bayerischen AB Bay 58 handelt es sich um zweiachsige Abteilwagen für den Einsatz in Personenzügen nach dem Blatt 47 aus dem Wagenstandsverzeichnis (WV) für die Königlich Bayerischen Staatseisenbahnen vom 31. März 1913 (weitere Angaben siehe untenstehende Liste), welche ursprünglich von den Königlich privilegierten Bayerischen Ostbahnen (B.O.B.) beschafft wurden.

## Geschichte
Für die Personenbeförderung auf den von ihr betriebenen Linien beschaffte die B.O.B. in den Jahren zwischen 1856 (erstes Geschäftsjahr) und 1875 (letztes Geschäftsjahr und Übernahme durch die K.B.E.) ca. 100 Wagen der Gattung A.B. Von diesen wurden 1876 noch insgesamt 91 Stück von der K.B.Sts.B übernommen und in ihrem Wagenpark ebenfalls als Gattung AB eingereiht.

## Beschaffung
Als erste Serie von Personenwagen der Gattung AB wurden zwischen 1858 und 1860 insgesamt dreißig ungebremste Wagen beschafft. Der Stückpreis der Wagen lag bei 4.4507 Mark, Lieferant war die Fa. Eisengießerei Klett & Comp.

## Verbleib
Da bereits im amtlichen Bestandsverzeichnis der K.B.Sts.B. von 1913 nur noch zwei Wagen dieses Typs (#412 und 416) vorhanden sind, ist davon auszugehen, dass bis zu diesem Termin schon alle anderen ausgemustert waren. Die beiden restlichen Wagen sind bis 1920 ausgemustert worden, da dann auch keine Wagen dieses Typs in den amtlichen Verzeichnissen mehr verzeichnet sind.

## Konstruktive Merkmale

### Untergestell
Der Rahmen der Wagen war komplett aus Holz aufgebaut. Nur bei den beiden letzten Wagen aus der Lieferserie von 1860 wurden die äußeren, hölzernen Längsprofile durch solche aus Eisen ersetzt. Als Zugeinrichtung hatten die Wagen Schraubenkupplungen nach VDEV. Die Zugstange war durchgehend und mittig gefedert. Als Stoßeinrichtung besaßen die Wagen in der Lieferversion Stangenpuffer der B.O.B.-Bauart mit einer Einbaulänge von 555 mm und 360 mm für die Pufferteller. Diese wurden später durch solche mit einer Einbaulänge von 620 mm ersetzt, wodurch sich auch die LüP der Wagen entsprechend änderte.

### Laufwerk
Die Wagen hatten aus Blechen und Winkeln genietete Achshalter der kurzen, geraden Bauform. Gelagert waren die Achsen in Gleitachslagern. Die Räder hatten Speichenradkörper des bayerischen Typs 23 mit einem Durchmesser von 1.024 mm. Die jeweils 1.750 Millimeter langen Tragfedern hatten je sieben Blätter mit einem Querschnitt von 96 × 13 Millimeter.
Der Radstand variierte bei den diversen Lieferversionen zwischen 3.790 Millimeter und 3.660 Millimeter. Bei den beiden letzten Wagen aus der Lieferserie von 1860 wurde der Radstand auf 4.230 Millimeter angehoben.
Die Wagen waren alle in der Lieferversion ungebremst. Beginnend mit dem Verzeichnis von 1891 werden für einzelne Wagen der Einbau von Leitungen für durchgehende Druckluftbremsen nachgewiesen, für zwei Wagen – die #17 775 und 17 776 – wird der Einbau einer Druckluftbremse Typ Westinghouse ausgewiesen.

### Wagenkasten
Der Rahmen des Wagenkastens bestand aus einem hölzernen Ständerwerk. Die Wände waren außen mit Blechen und innen mit Holz verkleidet. Die Blechstöße waren mit Holzleisten verkleidet. Die Stirnwände waren gerade, die Seitenwände ab der Höhe der Griffstangen für die Laufbretter leicht nach unten eingezogen. Das flache Tonnendach ragte nur geringfügig über die Seitenwände hinaus. Das Halbcoupeè der ersten Klasse war als Betard-Coupeè ausgebildet.

### Ausstattung
Es gab bei den Wagen unterschiedliche Aufteilungen zwischen den Abteilen der ersten und der zweiten Klasse. Insgesamt waren es 3 ½ Abteile. Sowohl in der ersten als auch in der zweiten Klasse waren die Sitze gepolstert. Je nach Bauversion gab es in der ersten Klasse drei oder vier Sitze je Reihe, in der zweiten Klasse immer vier. Daher wurden die Wagen ab dem Verzeichnis von 1897 auf getrennten Blättern geführt. Die Wagen mit vierer Sitzreihen hatten die Blatt-Nr. 35, die mit dreier Sitzreihen die Blatt-Nr. 40.
Beleuchtet wurden die Wagen in der Lieferversion mit Öl-Lampen. Ab dem Verzeichnis von 1891 werden für einig Wagen (siehe untenstehende Auflistung) eine Gasbeleuchtung nachgewiesen. Ab dem Verzeichnis von 1879 ist für alle Wagen eine Dampfheizung eingetragen. Zur Belüftung gab es Lamellenlüfter über den Abteilfenstern und Türen.

## Skizzen, Musterblätter, Fotos

Ansicht zu Blatt 2 aus B.O.B. WV von 1872
Ansicht zu Blatt 14 aus B.O.B. WV von 1875
Ansicht zu Blatt 26 aus Bayer. WV von 1879
Ansicht zu Blatt 32 aus Bayer. WV von 1891
Ansicht zu Blatt 33 aus Bayer. WV von 1891
Ansicht zu Blatt 35 aus Bayer. WV von 1897
Ansicht zu Blatt 40 aus Bayer. WV von 1897

## Wagennummern
| Blatt-Nr. Herstelld.         | Blatt-Nr. Herstelld.         | Blatt-Nr. Herstelld.         | Gattungszeichen je Epoche Wagennummern je Epoche (mit Direktionsangaben) | Gattungszeichen je Epoche Wagennummern je Epoche (mit Direktionsangaben) | Gattungszeichen je Epoche Wagennummern je Epoche (mit Direktionsangaben) | Gattungszeichen je Epoche Wagennummern je Epoche (mit Direktionsangaben) | Gattungszeichen je Epoche Wagennummern je Epoche (mit Direktionsangaben) | Gattungszeichen je Epoche Wagennummern je Epoche (mit Direktionsangaben) | Gattungszeichen je Epoche Wagennummern je Epoche (mit Direktionsangaben) | Gattungszeichen je Epoche Wagennummern je Epoche (mit Direktionsangaben) | Gattungszeichen je Epoche Wagennummern je Epoche (mit Direktionsangaben) | Fahrwerk / Ausstattung / Zusatzinfos (siehe jeweilige Legende) | Fahrwerk / Ausstattung / Zusatzinfos (siehe jeweilige Legende) | Fahrwerk / Ausstattung / Zusatzinfos (siehe jeweilige Legende) | Fahrwerk / Ausstattung / Zusatzinfos (siehe jeweilige Legende) | Fahrwerk / Ausstattung / Zusatzinfos (siehe jeweilige Legende) | Fahrwerk / Ausstattung / Zusatzinfos (siehe jeweilige Legende) | Fahrwerk / Ausstattung / Zusatzinfos (siehe jeweilige Legende) | Fahrwerk / Ausstattung / Zusatzinfos (siehe jeweilige Legende) | Fahrwerk / Ausstattung / Zusatzinfos (siehe jeweilige Legende) | Fahrwerk / Ausstattung / Zusatzinfos (siehe jeweilige Legende) | Fahrwerk / Ausstattung / Zusatzinfos (siehe jeweilige Legende)                         |
| Bau- jahr                    | Her- steller                 | Anz.                         | B.O.B. bis 1872                                                          | B.O.B. ab 1872                                                           | KBE ab 1876                                                              | KBE ab 1884                                                              | KBE ab 1893                                                              | KBE ab 1894                                                              | KBE ab 1907                                                              | DR (ab 1923)                                                             | Ausge- mustert                                                           | Anz. Ach- sen                                                  | Brem- sen                                                      | Bl.                                                            | Hz.                                                            | Art u. Anz. Abteile (Sitze)                                    | Art u. Anz. Abteile (Sitze)                                    | Art u. Anz. Abteile (Sitze)                                    | Art u. Anz. Abteile (Sitze)                                    | Mil.                                                           | Mil.                                                           | Bemer- kung                                                                            |
| Blatt-Nr. aus WV von Gattung | Blatt-Nr. aus WV von Gattung | Blatt-Nr. aus WV von Gattung | 2 1872 A.B.                                                              | 145 1875 A.B.                                                            | 26 1879 P.I./II.                                                         | 32 1891 P.I./II.                                                         | Plan 1893 A.B.                                                           | 35/40 1897 A.B.                                                          |                                                                          | AB Bay 58                                                                |                                                                          |                                                                |                                                                |                                                                |                                                                | A                                                              | 1.                                                             | 2.                                                             | 3.                                                             | O                                                              | M                                                              | Radstand für alle Wagen 3.790 Millimeter                                               |
| ---------------------------- | ---------------------------- | ---------------------------- | ------------------------------------------------------------------------ | ------------------------------------------------------------------------ | ------------------------------------------------------------------------ | ------------------------------------------------------------------------ | ------------------------------------------------------------------------ | ------------------------------------------------------------------------ | ------------------------------------------------------------------------ | ------------------------------------------------------------------------ | ------------------------------------------------------------------------ | -------------------------------------------------------------- | -------------------------------------------------------------- | -------------------------------------------------------------- | -------------------------------------------------------------- | -------------------------------------------------------------- | -------------------------------------------------------------- | -------------------------------------------------------------- | -------------------------------------------------------------- | -------------------------------------------------------------- | -------------------------------------------------------------- | -------------------------------------------------------------------------------------- |
| 1858                         | Klett                        | 8                            | 1–2                                                                      | 21–22                                                                    | 17 760–17 761                                                            | 17 760–17 761                                                            | 388–389                                                                  | 388–389                                                                  |                                                                          |                                                                          | <1913                                                                    | 2                                                              | (Ll)                                                           | Öl                                                             | D                                                              |                                                                | 1 ½ (9)                                                        | 2 (16)                                                         |                                                                | 25                                                             |                                                                |                                                                                        |
| 1858                         | Klett                        | 8                            | 3                                                                        | 23                                                                       | 17 762                                                                   | 17 762                                                                   | 390                                                                      | 390★                                                                     |                                                                          |                                                                          | <1897                                                                    | 2                                                              | (Ll)                                                           | Öl                                                             | D                                                              | 1 ½ (12)                                                       | 2 (16)                                                         | ★                                                              |                                                                | 25                                                             |                                                                |                                                                                        |
| 1858                         | Klett                        | 8                            | 4                                                                        | 24                                                                       | 17 763                                                                   | 17 763                                                                   | 391                                                                      | 391★                                                                     |                                                                          |                                                                          | <1913                                                                    | 2                                                              | (Ll)                                                           | (G)                                                            | D                                                              | 1 ½ (12)                                                       | 2 (16)                                                         | ★                                                              |                                                                | 25                                                             |                                                                |                                                                                        |
| 1858                         | Klett                        | 8                            | 5                                                                        | 25                                                                       | 17 764                                                                   | 17 764                                                                   | 392                                                                      | 392                                                                      |                                                                          |                                                                          |                                                                          | 2                                                              | (Ll)                                                           | Öl                                                             | D                                                              | 1 ½ (9)                                                        | 2 (16)                                                         |                                                                |                                                                | 25                                                             |                                                                |                                                                                        |
| 1858                         | Klett                        | 8                            | 6                                                                        | 26                                                                       | 17 765                                                                   | 17 765                                                                   | 393                                                                      | 393                                                                      |                                                                          |                                                                          | <1913                                                                    | 2                                                              | (Ll)                                                           | (G)                                                            | D                                                              | 1 ½ (9)                                                        | 2 (16)                                                         |                                                                |                                                                | 25                                                             |                                                                |                                                                                        |
| 1858                         | Klett                        | 8                            | 7                                                                        | 27                                                                       | 17 766                                                                   | 17 766                                                                   | 394                                                                      | 394★                                                                     |                                                                          |                                                                          | <1913                                                                    | 2                                                              | (Ll)                                                           | (G)                                                            | D                                                              | 1 ½ (12)                                                       | 2 (16)                                                         | ★                                                              |                                                                | 25                                                             |                                                                |                                                                                        |
| 1858                         | Klett                        | 8                            | 8                                                                        | 28                                                                       | 17 767                                                                   | 17 767                                                                   | 395                                                                      | 395                                                                      |                                                                          |                                                                          | <1913                                                                    | 2                                                              | (Ll)                                                           | (G)                                                            | D                                                              | 1 ½ (9)                                                        | 2 (16)                                                         |                                                                |                                                                | 25                                                             |                                                                |                                                                                        |
| Blatt-Nr. aus WV von Gattung | Blatt-Nr. aus WV von Gattung | Blatt-Nr. aus WV von Gattung | 2 1872 A.B.                                                              | 145 1875 A.B.                                                            | 26 1879 P.I./II.                                                         | 32 1891 P.I./II.                                                         | Plan 1893 A.B.                                                           | 35/40 1897 A.B.                                                          |                                                                          | AB Bay 58                                                                |                                                                          |                                                                |                                                                |                                                                |                                                                | A                                                              | 1.                                                             | 2.                                                             | 3.                                                             | O                                                              | M                                                              | Radstand für alle Wagen 3.660 mm                                                       |
| 1859                         | Klett                        | 7                            | 9                                                                        | 29                                                                       | 17 768                                                                   | 17 768                                                                   | 396                                                                      | 396★                                                                     |                                                                          |                                                                          | <1913                                                                    | 2                                                              | (Ll)                                                           | G                                                              | D                                                              |                                                                | 1 ½ (12)                                                       | 2 (16)                                                         |                                                                | 25                                                             |                                                                | ★                                                                                      |
| 1859                         | Klett                        | 7                            | 10                                                                       | 30                                                                       | 17 769                                                                   | 17 769                                                                   | 397                                                                      | 397★                                                                     |                                                                          |                                                                          | <1913                                                                    | 2                                                              | (Ll)                                                           | Öl                                                             | D                                                              | ★                                                              | 1 ½ (12)                                                       | 2 (16)                                                         |                                                                | 25                                                             |                                                                |                                                                                        |
| 1859                         | Klett                        | 7                            | 11                                                                       | 31                                                                       | 17 770                                                                   | 17 770                                                                   | 398                                                                      | 398                                                                      |                                                                          |                                                                          | <1913                                                                    | 2                                                              | (Ll)                                                           | Öl                                                             | D                                                              | 1 ½ (9)                                                        | 2 (16)                                                         |                                                                |                                                                | 25                                                             |                                                                |                                                                                        |
| 1859                         | Klett                        | 7                            | 11–12                                                                    | 31–32                                                                    | 17 770–17 771                                                            | 17 770–17 771                                                            | 398–399                                                                  | 398–399                                                                  |                                                                          |                                                                          | <1913                                                                    | 2                                                              | (Ll)                                                           | Öl                                                             | D                                                              | 1 ½ (9)                                                        | 2 (16)                                                         |                                                                |                                                                | 25                                                             |                                                                |                                                                                        |
| 1859                         | Klett                        | 7                            | 13–14                                                                    | 33–34                                                                    | 17 772–17 773                                                            | 17 772–17 773                                                            | 400–401                                                                  | 400–401                                                                  |                                                                          |                                                                          | <1913                                                                    | 2                                                              | (Ll)                                                           | Öl                                                             | D                                                              | 1 ½ (9)                                                        | 2 (16)                                                         |                                                                |                                                                | 25                                                             |                                                                |                                                                                        |
| 1859                         | Klett                        | 7                            | 15                                                                       | 35                                                                       | 17 774                                                                   | 17 774                                                                   | 402                                                                      | 402                                                                      |                                                                          |                                                                          | <1913                                                                    | 2                                                              | (Ll)                                                           | Öl                                                             | D                                                              | 1 ½ (12)                                                       | 2 (16)                                                         |                                                                |                                                                | 25                                                             |                                                                |                                                                                        |
| Blatt-Nr. aus WV von Gattung | Blatt-Nr. aus WV von Gattung | Blatt-Nr. aus WV von Gattung | 2 1872 A.B.                                                              | 145 1875 A.B.                                                            | 26 1879 P.I./II.                                                         | 32 1891 P.I./II.                                                         | Plan 1893 A.B.                                                           | 35/40 1897 A.B.                                                          |                                                                          | AB Bay 58                                                                |                                                                          |                                                                |                                                                |                                                                |                                                                | A                                                              | 1.                                                             | 2.                                                             | 3.                                                             | O                                                              | M                                                              | Radstand für alle Wagen 3.660 mm                                                       |
| 1859                         | Klett                        | 2                            | 16                                                                       | 36                                                                       | 17 775                                                                   | 17 775                                                                   | 403                                                                      | 403                                                                      |                                                                          |                                                                          | <1913                                                                    | 2                                                              | (Wsbr)                                                         | G                                                              | D                                                              |                                                                | 1 ½ (9)                                                        | 2 (16)                                                         |                                                                | 25                                                             |                                                                |                                                                                        |
| 1859                         | Klett                        | 2                            | 17                                                                       | 37                                                                       | 17 776                                                                   | 17 776                                                                   | 404                                                                      | 404                                                                      |                                                                          |                                                                          | <1913                                                                    | 2                                                              | (Wsbr)                                                         | G                                                              | D                                                              | 1 ½ (12)                                                       | 2 (16)                                                         |                                                                |                                                                | 25                                                             |                                                                |                                                                                        |
| Blatt-Nr. aus WV von Gattung | Blatt-Nr. aus WV von Gattung | Blatt-Nr. aus WV von Gattung | 2 1872 A.B.                                                              | 145 1875 A.B.                                                            | 26 1879 P.I./II.                                                         | 32 1891 P.I./II.                                                         | Plan 1893 A.B.                                                           | 35/40 1897 A.B.                                                          | 47 1913 AB                                                               | AB Bay 58                                                                |                                                                          |                                                                |                                                                |                                                                |                                                                | A                                                              | 1.                                                             | 2.                                                             | 3.                                                             | O                                                              | M                                                              | Radstand für alle Wagen 3.660 mm                                                       |
| 1859/60                      | Klett                        | 5                            | 18                                                                       | 38                                                                       | 17 777                                                                   | 17 777                                                                   | 405                                                                      | 405                                                                      |                                                                          |                                                                          | <1913                                                                    | 2                                                              | (Ll)                                                           | Öl                                                             | D                                                              |                                                                | 1 ½ (9)                                                        | 2 (16)                                                         |                                                                | 25                                                             |                                                                |                                                                                        |
| 1859/60                      | Klett                        | 5                            | 19                                                                       | 39                                                                       | 17 778                                                                   | 17 778                                                                   | 406                                                                      | 406★                                                                     |                                                                          |                                                                          | <1913                                                                    | 2                                                              | (Ll)                                                           | (G)                                                            | D                                                              | 1 ½ (12)                                                       | 2 (16)                                                         | ★                                                              |                                                                | 25                                                             |                                                                |                                                                                        |
| 1859/60                      | Klett                        | 5                            | 20                                                                       | 40                                                                       | 17 779                                                                   | 17 779                                                                   | 407                                                                      | 407                                                                      |                                                                          |                                                                          | <1913                                                                    | 2                                                              | (Ll)                                                           | Öl                                                             | D                                                              | 1 ½ (9)                                                        | 2 (16)                                                         |                                                                |                                                                | 25                                                             |                                                                |                                                                                        |
| 1859/60                      | Klett                        | 5                            | 21                                                                       | 41                                                                       | 17 780                                                                   | 17 780                                                                   | 408                                                                      | 408                                                                      |                                                                          |                                                                          | <1913                                                                    | 2                                                              | (Ll)                                                           | Öl                                                             | D                                                              | 1 ½ (9)                                                        | 2 (16)                                                         |                                                                |                                                                | 25                                                             |                                                                |                                                                                        |
| 1859/60                      | Klett                        | 5                            | 22                                                                       | 42                                                                       | 17 781                                                                   | 17 781                                                                   | 409                                                                      | 409                                                                      |                                                                          |                                                                          | <1913                                                                    | 2                                                              | (Ll)                                                           | Öl                                                             | D                                                              | 1 ½ (9)                                                        | 2 (16)                                                         |                                                                |                                                                | 25                                                             |                                                                |                                                                                        |
| Blatt-Nr. aus WV von Gattung | Blatt-Nr. aus WV von Gattung | Blatt-Nr. aus WV von Gattung | 2 1872 A.B.                                                              | 145 1875 A.B.                                                            | 26 1879 P.I./II.                                                         | 32 1891 P.I./II.                                                         | Plan 1893 A.B.                                                           | 35/40 1897 A.B.                                                          | 47 1913 AB                                                               | AB Bay 58                                                                |                                                                          |                                                                |                                                                |                                                                |                                                                | A                                                              | 1.                                                             | 2.                                                             | 3.                                                             | O                                                              | M                                                              | Radstand für alle Wagen 3.790 mm                                                       |
| 1860                         | Klett                        | 8                            | 23                                                                       | 43                                                                       | 17 782                                                                   | 17 782                                                                   | 410                                                                      | 410★                                                                     |                                                                          |                                                                          | <1913                                                                    | 2                                                              | Wsbr                                                           | Öl                                                             | D                                                              |                                                                | 1 ½ (12)                                                       | 2 (16)                                                         |                                                                | 25                                                             |                                                                | ★                                                                                      |
| 1860                         | Klett                        | 8                            | 24                                                                       | 44                                                                       | 17 783                                                                   | 17 783                                                                   | 411                                                                      | 411★                                                                     |                                                                          |                                                                          | <1913                                                                    | 2                                                              | Ll                                                             | Öl                                                             | D                                                              | ★                                                              | 1 ½ (12)                                                       | 2 (16)                                                         |                                                                | 25                                                             |                                                                |                                                                                        |
| 1860                         | Klett                        | 8                            | 25                                                                       | 45                                                                       | 17 784                                                                   | 17 784                                                                   | 412                                                                      | 412★                                                                     | 412★                                                                     |                                                                          | <1920                                                                    | 2                                                              | Ll                                                             | (G)                                                            | D                                                              | ★                                                              | 1 ½ (12)                                                       | 2 (16)                                                         |                                                                | 25                                                             |                                                                |                                                                                        |
| 1860                         | Klett                        | 8                            | 26                                                                       | 46                                                                       | 17 785                                                                   | 17 785                                                                   | 413                                                                      | 413★                                                                     |                                                                          |                                                                          | <1913                                                                    | 2                                                              | Ll                                                             | (G)                                                            | D                                                              | ★                                                              | 1 ½ (12)                                                       | 2 (16)                                                         |                                                                | 25                                                             |                                                                |                                                                                        |
| 1860                         | Klett                        | 8                            | 27                                                                       | 47                                                                       | 17 786                                                                   | 17 786                                                                   | 414                                                                      | 414★                                                                     |                                                                          |                                                                          | <1913                                                                    | 2                                                              | Öl                                                             |                                                                | D                                                              | ★                                                              | 1 ½ (12)                                                       | 2 (16)                                                         |                                                                | 25                                                             |                                                                |                                                                                        |
| 1860                         | Klett                        | 8                            | 28                                                                       | 48                                                                       | 17 787                                                                   | 17 787                                                                   | 415                                                                      | 415★                                                                     |                                                                          |                                                                          | <1913                                                                    | 2                                                              | Öl                                                             |                                                                | D                                                              | ★                                                              | 1 ½ (12)                                                       | 2 (16)                                                         |                                                                | 25                                                             |                                                                |                                                                                        |
| Blatt-Nr. aus WV von Gattung | Blatt-Nr. aus WV von Gattung | Blatt-Nr. aus WV von Gattung | 2 1872 A.B.                                                              | 145 1875 A.B.                                                            | 26 1879 P.I./II.                                                         | 33 1891 P.I./II.                                                         | Plan 1893 A.B.                                                           | 36 1897 A.B.                                                             | 48 1913 AB                                                               | AB Bay 58                                                                |                                                                          |                                                                |                                                                |                                                                |                                                                | A                                                              | 1.                                                             | 2.                                                             | 3.                                                             | O                                                              | M                                                              | Radstand für alle Wagen auf 4.230 Millimeter angehoben, zusätzlich eiserne Längsträger |
| 1860                         | Klett                        | 2                            | 29                                                                       | 49                                                                       | 17 788                                                                   | 17 788                                                                   | 416                                                                      | 416                                                                      | 416                                                                      |                                                                          | <1920                                                                    | 2                                                              | Ll                                                             | Öl                                                             | D                                                              |                                                                | 1 ½ (12)                                                       | 2 (16)                                                         |                                                                | 25                                                             |                                                                |                                                                                        |
| 1860                         | Klett                        | 2                            | 30                                                                       | 50                                                                       | 17 789                                                                   | 17 789                                                                   | 417                                                                      | 417                                                                      |                                                                          |                                                                          | <1913                                                                    | 2                                                              | Ll                                                             | D                                                              | D                                                              |                                                                | 1 ½ (12)                                                       | 2 (16)                                                         |                                                                | 25                                                             |                                                                |                                                                                        |